# Lobelia molleri
Lobelia molleri är en klockväxtart som beskrevs av Julio Augusto Henriques. Lobelia molleri ingår i släktet lobelior, och familjen klockväxter. Inga underarter finns listade i Catalogue of Life.